# Sepiola
Sepiola is een geslacht van inktvissen uit de familie van de Sepiolidae.

## Soorten
- Sepiola affinis Naef, 1912
- Sepiola atlantica d'Orbigny, 1842 (Atlantische dwerginktvis)
- Sepiola boletzkyi Bello & Salman, 2015
- Sepiola bursadhaesa Bello, 2013
- Sepiola intermedia Naef, 1912
- Sepiola robusta Naef, 1912
- Sepiola rondeletii Leach, 1817
- Sepiola rossiaeformis Pfeffer, 1884
- Sepiola steenstrupiana Levy, 1912
- Sepiola tridens de Heij & Goud, 2010

### Synoniemen
- Sepiola aurantiaca Jatta, 1896 => Adinaefiola aurantiaca (Jatta, 1896)
- Sepiola birostrata Sasaki, 1918 => Lusepiola birostrata (Sasaki, 1918)
- Sepiola bursa Pfeffer, 1884 => Euprymna bursa (Pfeffer, 1884)
- Sepiola cardioptera Lesueur, 1821 => Onykia carriboea Lesueur, 1821
- Sepiola desvigniana Gervais & Van Beneden, 1838 => Sepiola rondeletii Leach, 1817
- Sepiola dispar Rüppell, 1844 => Heteroteuthis dispar (Rüppell, 1844)
- Sepiola elegans Risso, 1854 => Sepietta neglecta Naef, 1916
- Sepiola grantiana Férussac, 1834 => Sepiola rondeletii Leach, 1817
- Sepiola japonica Tilesius [in Férussac & d'Orbigny], 1845 => Inioteuthis japonica (Tilesius [in Férussac & d'Orbigny], 1845)
- Sepiola knudseni Adam, 1984 => Boletzkyola knudseni (Adam, 1984)
- Sepiola leucoptera Verrill, 1878 => Stoloteuthis leucoptera (Verrill, 1878)
- Sepiola ligulata Naef, 1912 => Adinaefiola ligulata (Naef, 1912)
- Sepiola lineolata Quoy & Gaimard, 1832 => Sepioloidea lineolata (Quoy & Gaimard, 1832)
- Sepiola macrosoma Delle Chiaje, 1830 => Rossia macrosoma (Delle Chiaje, 1830)
- Sepiola oweniana d'Orbigny, 1841 => Sepietta oweniana (d'Orbigny, 1841)
- Sepiola pacifica Kirk, 1882 => Sepioloidea pacifica (Kirk, 1882)
- Sepiola parva Sasaki, 1913 => Eumandya parva (Sasaki, 1914)
- Sepiola petersi Steenstrup, 1887 => Sepietta petersii (Steenstrup, 1887) => Sepietta oweniana (d'Orbigny, 1841)
- Sepiola petersii Steenstrup, 1887 => Sepietta petersii (Steenstrup, 1887) => Sepietta oweniana (d'Orbigny, 1841)
- Sepiola pfefferi Grimpe, 1921 => Adinaefiola pfefferi (Grimpe, 1921)
- Sepiola pusilla Pfeffer, 1884 => Euprymna pusilla (Pfeffer, 1884)
- Sepiola rondeleti Leach, 1817 => Sepiola rondeletii Leach, 1817
- Sepiola scandica Steenstrup, 1887 => Sepietta oweniana (d'Orbigny, 1841)
- Sepiola schneehagenii Pfeffer, 1884 => Euprymna schneehagenii (Pfeffer, 1884)
- Sepiola stenodactyla Grant, 1833 => Euprymna stenodactyla (Grant, 1833)
- Sepiola tasmanica Pfeffer, 1884 => Euprymna tasmanica (Pfeffer, 1884)
- Sepiola tenera Naef, 1912 => Sepiola steenstrupiana Levy, 1912
- Sepiola trirostrata Voss, 1962 => Lusepiola trirostrata (Voss, 1962)
- Sepiola vulgaris Grant, 1833 => Sepiola rondeletii Leach, 1817